# Liste von Persönlichkeiten der Stadt Alsfeld
Diese Listen enthalten in Alsfeld geborene Persönlichkeiten sowie solche, die in Alsfeld gewirkt haben, dabei jedoch andernorts geboren wurden. Die Listen erheben keinen Anspruch auf Vollständigkeit.

## Ehrenbürger
- Karl Müller (1825–1905), Pfarrer und Dekan in Alsfeld, Naturforscher

## In Alsfeld geboren
Nach Geburtsjahr geordnet
- Tilemann Schnabel (um 1475–1559), evangelischer Theologe und Reformator
- Konrad Matthäus (1519–1580), Jurist
- Bartholomäus Meier (1528–1600), lutherischer Theologe
- Jeremias Vietor (1556–1609), lutherischer Theologe und Geistlicher
- Johannes Vietor (1574–1628), lutherischer Theologe und Geistlicher
- Conrad Greber (1601–1667), lutherischer Theologe
- Christoph Ludwig Schwarzenau (1647–1722), Theologe
- Johann Georg Kulpis (1652–1698), Rechtswissenschaftler, Theoretiker des Reichsrechts sowie württembergischer Minister
- Johann Adam Birckenstock (1687–1733), Violinist und Komponist
- Johann Georg Neßtfell (1694–1762), Kunstschreiner und Verfertiger von Planetenmaschinen
- Constantin von Neurath (1739–1816), Jurist und Reichskammergerichtsassessor
- Georg Christoph Kick (1754–1825), Fabrikant und Politiker und Abgeordneter der Zweiten Kammer der Landstände des Großherzogtums Hessen
- Ernst Schleiermacher (1755–1844), Naturwissenschaftler und Museumsdirektor
- Christian Adam Fries (1765–1847), Bankier, Fabrikant und Kunstsammler
- Ludwig Minnigerode (1771–1839), Jurist und hessen-darmstädtischer Richter und Beamter
- Georg Becker (1782–1843), Abgeordneter der 2. Kammer der Landstände des Großherzogtums Hessen
- Heinrich Jakob Schwarz (1787 – n. 1826), Fabrikant, Politiker und konservativer Abgeordneter der Zweiten Kammer der Landstände des Großherzogtums Hessen
- Gerhard Ramspeck (1793–1880), Kaufmann, Politiker und Abgeordneter der Zweiten Kammer der Landstände des Großherzogtums Hessen sowie langjähriger Bürgermeister von Alsfeld
- Georg Thudichum (1794–1873), geboren in Eudorf, Theologe und Altphilologe
- Wilhelm Curtmann (1802–1871), Pädagoge
- Wilhelm Gottlieb Soldan (1803–1869), Historiker und Abgeordneter sowie Präsident der Zweiten Kammer der Landstände des Großherzogtums Hessen
- Werner Ramspeck (1816–1887), Kaufmann, konservativer Politiker und Abgeordneter der Zweiten Kammer der Landstände des Großherzogtums Hessen
- Karl von Neidhardt (1831–1909), Verwaltungsjurist und Diplomat
- Samuel Spier (1838–1903), Mitbegründer der deutschen Sozialdemokratie
- Wilhelm Kobelt (1840–1916), Arzt, Professor, Heimatforscher, Autor und Zoologe
- Carl Gundrum (1845–1941), Gastwirt, Politiker, freisinniger Abgeordneter der Zweiten Kammer der Landstände des Großherzogtums Hessen
- Karl Weiser (1848–1913), Schauspieler und Schriftsteller
- Henny Koch (1854–1925), Schriftstellerin
- Rudolf Stammler (1856–1938), Rechtsphilosoph
- Georg Bücking (1859–1942), Textilindustrieller
- Stephan Lindeck (1864–1911), Physiker
- Rudolf Block (1865–1953), Pädagoge und Gründer des Vereinsverbands akademisch gebildeter Lehrer Deutschlands (Deutscher Philologenverband)
- Rudolf Kissinger (1866–1944), Pfarrer, Lehrer, Heimatforscher, Vereins- und Verbandsfunktionär
- Otto Urstadt (1868–1945), liberaler Politiker und hessischer Kultusminister
- Heinrich Gebhardt (1873–1955), Provinzialdirektor der Provinz Starkenburg
- Christian Karl Freundlieb (1874 – n. 1929), Architekt
- Karl Heinrich Bornemann (1874–1963), Politiker (SPD), Abgeordneter des Landtags des Volksstaates Hessen
- Otto Frey (1877–1952), Architekt, Baubeamter und Stadtbaurat in Göttingen
- Heinrich Müller (1885–1943), geboren in Liederbach, Politiker, Mitglied des Reichstages
- Ernst Harms (1895–1974), Mediziner und Psychologe
- Alexander Langsdorff (1898–1946), Archäologe und SS-Führer
- Peter Hergert (1899–1988), geboren in Berfa,  Politiker (NSDAP), Abgeordneter des Provinziallandtages der Provinz Hessen-Nassau
- Robert Müller-Alsfeld (1905–1994), Kaufmann und Künstler
- Paul Zoll (1907–1978), geboren in Eifa, Komponist, Pianist und Musikpädagoge
- Karl Koch (1910–1944), Radsportler
- Karl Brodhäcker (1919–2013), Schriftsteller, Journalist und Verleger
- Werner Dietrich (* 1931), Diplom-Kaufmann, unter anderem Geschäftsführer der Milchwerke Fulda-Lauterbach und ab 1976 Vorstand der Kurhessischen Milchzentrale eG in Kassel[1]
- Rainer Zoll (1934–2010), Soziologe
- Gerhard Bing (1934–2006), Flottillenadmiral
- Hans Heinrich Block (* 1938), Brigadegeneral
- Dieter Geißler (1943–2024), Politiker (SPD), Mitglied des Hessischen Landtages
- Alfred Oppolzer (* 1946), Soziologe und Sozialökonom
- Gerd Ludwig (* 1947), Dokumentarfotograf und Fotojournalist
- Klaus Seehafer (1947–2016), Schriftsteller und Herausgeber
- Ulrike Zöllner (* 1947), Psychologin
- Sabine Jörg (* 1948), Schriftstellerin
- Christiane Loizides (1948–2023), Juristin und Politikerin (CDU), Stadtverordnete und Alterspräsidentin der Frankfurter Stadtverordnetenversammlung
- Peter Gruss (* 1949), Zellbiologe, Präsident der Max-Planck-Gesellschaft
- Thomas Freitag (* 1950), Kabarettist
- Hans Geissel (1950–2024), Physiker
- Ingrid Metz-Neun (* 1950), Synchronsprecherin
- Georg Schmidt (* 1951), Historiker
- Jürgen Podzkiewitz (* 1954), Filmemacher und Regisseur
- Manfred Stumpf (* 1957), Zeichner, Bildhauer und Computerkünstler
- Uwe Lang (1957–2019), Gynäkologe, Hochschullehrer in Graz
- Holger Siebert (* 1958), Jurist und Fachbuchautor (Erbrechtskommentar)
- Gernold Zulauf (* 1958), Geologe und Hochschullehrer
- Otto von Bismarck, geboren als Ottmar Seum  (* 1959), Sänger und Texter
- Manfred Görig (* 1959), Politiker (SPD), Landrat sowie Abgeordneter des Hessischen Landtages
- Christian Stegbauer (* 1960), Soziologe
- Rainer Theobald (* 1960), Jazzmusiker (Saxophon und Klarinette)
- Matthias Freudenberg (* 1962), evangelischer Theologe und Hochschullehrer
- Stephan Weidner (* 1963), Musikproduzent, Bassist, Sänger und Textautor
- Jürgen Hahn (* 1964), Jazzmusiker
- Frank Kasprusch (* 1965), Architekt
- Ingrid Sonntag-Ramirez Ponce (INK; * 1966), Zeichnerin, Malerin und Projektkünstlerin
- Andrea Zimmer (* 1969), Malerin
- Frank Mehring (* 1970), Amerikanist
- Ralf Bohn (* 1971), Autorennfahrer
- Tina Malti (* 1974), Psychologin und Hochschullehrerin
- Mario Döweling (* 1980), Politiker (FDP), Abgeordneter im Hessischen Landtag
- Simon Kasper (* 1981), Germanist
- David Koch (* 1991), Model und Influencer
- David Meier (* 1996), Schauspieler
- Viktoria Schwalm (* 1997), Fußballspielerin
- Johannes Bühler (* 1997), Fußballspieler

## Persönlichkeiten, die in dieser Stadt gewirkt haben
- Justus Vietor (1532–1575), Geistlicher und Theologe, Spezialsuperintendent in Alsfeld
- Johanna Merck (1733–1773), Dichterin
- Carl Heinrich Merck (1761–1799), Arzt, Entdeckungsreisender und Ethnologe, wuchs in Alsfeld auf
- Alexander Fritz (1857–1932), Schachspieler, der in Alsfeld lebte
- Fritz Richter-Elsner (1884–1970), Bildhauer; lebte nach 1945 in Alsfeld
- Heinrich Baltz, Baumeister und Maler, lebte in Alsfeld
- Wolfgang Helbich (1943–2013), Dirigent, Professor und Kirchenmusiker, lebte in Alsfeld